# France Gall / Palais des sports
Albums de France Gall
Tout pour la musique
(1981) Débranche !
(1984)
France Gall / Palais des sports est un album live de France Gall enregistré au Palais des sports de Paris et sorti en 1982. 
Il a été certifié disque d'or pour plus de 100 000 exemplaires écoulés en France.

## Titres
| 1.    | Musique                                          | 5:45 |
| 2.    | Trop grand pour moi                              | 3:25 |
| 3.    | La Déclaration d'amour                           | 2:45 |
| 4.    | Mais, aime la                                    | 3:33 |
| 5.    | Bébé, comme la vie                               | 3:35 |
| 6.    | Ceux qui aiment                                  | 4:00 |
| 7.    | Donner pour donner (présentation des musiciens)  | 7:14 |
| 8.    | La Fille de Shannon                              | 4:09 |
| 9.    | Amor también (Tout le monde chante)              | 5:40 |
| 10.   | Besoin d'amour                                   | 4:29 |
| 11.   | Plus haut                                        | 4:28 |
| 12.   | Plus d'été                                       | 3:25 |
| 13.   | Les Accidents d'amour (supprimé des éditions CD) | 4:36 |
| 14.   | La Nuit à Paris                                  | 2:06 |
| 15.   | Diego libre dans sa tête                         | 3:19 |
| 16.   | Samba Mambo                                      | 2:47 |
| 17.   | Si maman si (supprimé des éditions CD)           | 4:00 |
| 18.   | Tout pour la musique                             | 4:14 |
| 19.   | Il jouait du piano debout                        | 4:30 |
| 20.   | Résiste                                          | 6:13 |
| 21.   | Ce soir je ne dors pas                           | 3:30 |
| 87:44 |                                                  |      |

## Crédits

### Paroles et musique
- Michel Berger sauf : 
  - Donner pour donner, paroles de Bernie Taupin et Michel Berger, musique de Michel Berger
  - Besoin d'amour, paroles de Luc Plamondon et musique de Michel Berger (extrait de l’opéra-rock Starmania)

### Le spectacle

#### Musiciens et autres artistes
- Piano : Michel Bernholc
- Guitare basse : Jannick Top
- Guitares : Claude Engel, Paul Breslin
- Batterie : Claude Salmiéri
- Percussions : Jean-Paul Batailley
- Claviers et synthétiseurs : Gérard Bikialo, Georges Rodi
- Saxophone : Patrick Bourgoin
- Trompette : Éric Giausserand
- Trombone : Jean-Marc Welch
- Chœurs : Carole Fredericks, Yvonne Jones, Anne Calvert
- Danseurs : Françoise Amiell, Joelle Rignault, Stéphane Bourgade
- Funambule : Antoine Rigot

#### Production du spectacle
- Titre : Tout pour la musique
- Représentations du 7 janvier au 14 février 1982 au Palais des sports de Paris
- Producteur : Claude Wild pour CWP (Claude Wild Productions)
- Mise en scène : Robert Fortune
- Chorégraphe : Hervé Lebeau
- Costumes : Philippe Forestier
- Décors : Jean Haas
- Lumières : James Dann[Note 2],[2]
- Audiovisuel : Alain Lonchamt
- Enregistrement et mixage : Roger Roche avec le studio Mobile Davout le 13 février 1982
- Prise de son salle : Jean-Pierre Janiaud, Patrick Foulon

### L’album
- Réalisation : Jean-Pierre Janiaud
- Enregistrement et mixage : Jean-Pierre Janiaud au studio Gang, Paris
- Éditeurs : 
  - Éditeurs d’origine : éditions Colline sauf 10 Besoin d'amour, éditions Colline / Mondon
  - Droits transférés aux éditions Apache France sauf : 
    - 3. La Déclaration d'amour, éditions Sidonie / éditions Apache France
    - 7. Donner pour donner, éditions Big Pig Music Ltd / éditions Apache France
    - 10. Besoin d'amour, éditions Mondon / éditions Apache France
- Album original : double 33 tours / LP stéréo Apache 240029-1 sorti le 4 novembre 1982
- Photographies : 
  - Recto-verso pochette : Philippe Taka
  - Photographies intérieures double 33 tours : Thierry Boccon-Gibod, Philippe Taka
- Première édition en CD : incluse dans le volume 4 de l’intégrale Évidemment Warner / WEA 2564618892 sortie le 25 octobre 2004 — Photographies : Philippe Taka, Thierry Boccon-Gibod

## Le spectacle vu par la critique
Patrice Delbourg : Nous avons tous attrapé la Gall ! — « Vingt ans de carrière ou presque ! C’est incroyable quand on voit gambader sur la scène du Palais des sports de Paris ce petit bout de femme en survêtement blanc. On la dirait embaumée dans un bocal de calissons.
Enfantine, faussement naïve, elle taquine nos souvenirs en culottes courtes. Elle trépigne, elle veut tout, tout de suite. Les chansons s’égrènent gentiment, gaiement, on note au passage de bons nouveaux crus : Les Accidents d’amour ou La Fille de Shannon. Oh bien sûr, elle ne chante pas toujours en mesure, parfois la voix coince, s’enlise entre miel et aloès. L’époux Berger reste introuvable, mais ne doutons pas qu’il se ronge les ongles en coulisse, en tout cas Michel Bernholc le remplace avantageusement au clavier. Dommage d’ailleurs que France Gall n’interprète que des créations de son mentor, ça lasse sur la distance, on aurait aimé se remémorer ce qui se fredonnait avant 1974 : Bébé requin, N'écoute pas les idoles ou Sacré Charlemagne. L’ex-jouvencelle yéyé occupe la scène dans une bulle de bonheur, le public trentenaire barbote dans un bain émollient. France traverse le miroir, butine au pays des merveilles. Rien n’est calibré, rien n’est agencé, seulement de la vivacité. Une féerie pour doubles-croches mutines. Toute pour la musique, elle balance comme une pile électrique, rosière futuriste aux saccades robotisées, on chercherait vainement chez elle un geste de douceur. Libre dans sa tête, elle s’entoure de seize musiciens, danseurs, choristes, fil-de-fériste, un spectacle total, enjoué et coloré. Les moins rouillés d’entre nous reprennent debout : Résiste. Nous n’avions pas vingt ans quand Poupée de cire, poupée de son triomphait à l’Eurovision, une des choses qui vous marque son bonhomme, mieux qu’un cours de droit romain ou la lecture de Teilhard de Chardin.
Non, jeune spectateur, te moque pas d’une fille qui se donne sous les sunlights. Décrispe-toi, ne sois pas si bête, bête, le feeling prime la raison. Prends la main de notre douce France, baby-star standardisée qui se laisse entendre sans demander à être écoutée. »

## Autour du spectacle
Le spectacle a été filmé par Mathias Ledoux sur plusieurs dates, en février 1982. Le concert est diffusé le 3 octobre 1982 à la télévision par Antenne 2 sous le titre de la production du Palais des sports de Paris, Tout pour la musique, incluait 15 chansons extraites du spectacle :
1. Musique – 2. Trop grand pour moi – 3. La Déclaration d'amour – 4. Mais, aime-la – 5. La Fille de Shannon – 6. Amor también (Tout le monde chante) – 7. Besoin d'amour – 8. Plus haut – 9. Plus d’été – 10. Diego libre dans sa tête – 11. La Nuit à Paris – 12. Si maman si – 13. Tout pour la musique – 14. Il jouait du piano debout – 15. Résiste.